# Marine on St. Croix
Marine on St. Croix – miasto w Stanach Zjednoczonych, w stanie Minnesota, w hrabstwie Washington.